# Historiē
Historiē (ヒストリエ, Hisutorie) est un seinen manga de fiction historique créé par Hitoshi Iwaaki. Il est centré sur la vie d'Eumenes, un secrétaire et général d'Alexandre le Grand. Il est prépublié depuis janvier 2003 par l'éditeur Kōdansha dans le magazine Afternoon et a été compilé en douze tomes au 21 juin 2024.

## Synopsis
L'histoire commence en 343 avant notre ère sur la côte perse avec une rencontre entre Aristote et un jeune homme du nom d'Eumenes originaire de Cardia. C'est à ce moment qu'il se mettra au service de Philippe de Macédoine.

## Personnages
Eumenes
Charon
Hieronymus
Tolmides

## Liste des volumes et chapitres
| no | Japonais         | Japonais          |
| no | Date de sortie   | ISBN              |
| --- | ---------------- | ----------------- |
| 1 | 22 octobre 2004  | 978-4-06-314358-4 |
| Liste des chapitres : - 1. The Globe - 2. Hometown Cardia (Part 1) - 3. Hometown Cardia (Part 2) - 4. Hometown Cardia (Part 3) - 5. Library (Part 1) - 6. Library (Part 2) - 7. The Same Deam - 8. The Scythian Way - 9. Physical Training |                  |                   |
| 2 | 22 octobre 2004  | 978-4-06-314359-1 |
| Liste des chapitres : - 10. Image of Victory - 11. Footsteps - 12. Thrax's War (Part 1) - 13. Thrax's War (Part 2) - 14. Thrax's War (Part 3) - 15. Two Corpses - 16. Testimony - 17. A Different World - 18. Library (Part 3) - 19. Pendant |                  |                   |
| 3 | 22 novembre 2005 | 978-4-06-314395-9 |
| Liste des chapitres : - 20. A Buyer Appears - 21. Departure - 22. Antakaios - 23. The Argo - 24. In Paphlagonia (Part 1) - 25. In Paphlagonia (Part 2) - 26. In Paphlagonia (Part 3) - 27. In Paphlagonia (Part 4) - 28. In Paphlagonia (Part 5) - 29. In Paphlagonia (Part 6)                                                                      |                  |                   |
| 4 | 23 juillet 2007  | 978-4-06-314460-4 |
| Liste des chapitres : - 30. In Palphlagonia (Part 7) - 31. In Palphlagonia (Part 8) - 32. In Palphlagonia (Part 9) - 33. In Palphlagonia (Part 10) - 34. In Palphlagonia (Part 11) - 35. In Palphlagonia (Part 12) - 36. Odysseus - 37. Island of Lesbos - Biological Institute - (Part 1) - 38. Island of Lesbos - Biological Institute - (Part 2) |                  |                   |
| 5 | 23 février 2009  | 978-4-06-314549-6 |
| Liste des chapitres : - 39. Hometown Cardia (Part 4) - 40. Hometown Cardia (Part 5) - 41. Hometown Cardia (Part 6) - 42. Hometown Cardia (Part 7) - 43. Cyclops - 44. The King of the Lush - 45. Attalo's House - 46. The Kings Son - 47. Employment and Study - 48. Prince (Part 1)                                                                |                  |                   |
| 6 | 21 mai 2010      | 978-4-06-310662-6 |
| Liste des chapitres : - 49. Prince (Part 2) - 50. Prince (Part 3) - 51. Horseback Riding Class (Part 1) - 52. Horseback Riding Class (Part 2) - 53. Horseback Riding Class (Part 3) - 54. Schoolmates - 55. Waterfalls - 56. Cardiac Arrest - 57. Hephaestion (Part 1)                                                                              |                  |                   |
| 7 | 22 novembre 2011 | 978-4-06-310662-6 |
| Le tome 7 (ISBN 978-4-06-358374-8) est sorti en édition limitée.Liste des chapitres : - 58. Hephaestion (Part 2) - 59. Hephaestion (Part 3) - 60. Hephaestion (Part 4) - 61. Hephaestion (Part 5) - 62. Hephaestion (Part 6) - 63. Mieza - 64. Chest Match - 65. Chest Match (Part 2) - 66. Alliance State Cardia - 67. Siege of two cities (1)     |                  |                   |
| 8 | 23 août 2013     | 978-4-06-387896-7 |
| 9 | 22 mai 2015      | 978-4-06-387913-1 |
| 10 | 23 mars 2017     | 978-4-06-388210-0 |
| 11 | 23 juillet 2019  | 978-4-06-515648-3 |
| 12 | 21 juin 2024     | 978-4-06-535755-2 |

## Réception
Le journal Mainichi Shinbun a déclaré que la vision de l'auteur du passé d'Eumenes, qui reste en grande partie un mystère, était « osée et unique »[réf. nécessaire].
Le manga est finaliste du prix culturel Osamu Tezuka en 2006 et en reporte le Grand prix en 2012. Il remporte également le grand prix du Japan Media Arts Festival catégorie « manga » en 2010.